# Mühlsteinbrüche Jonsdorf

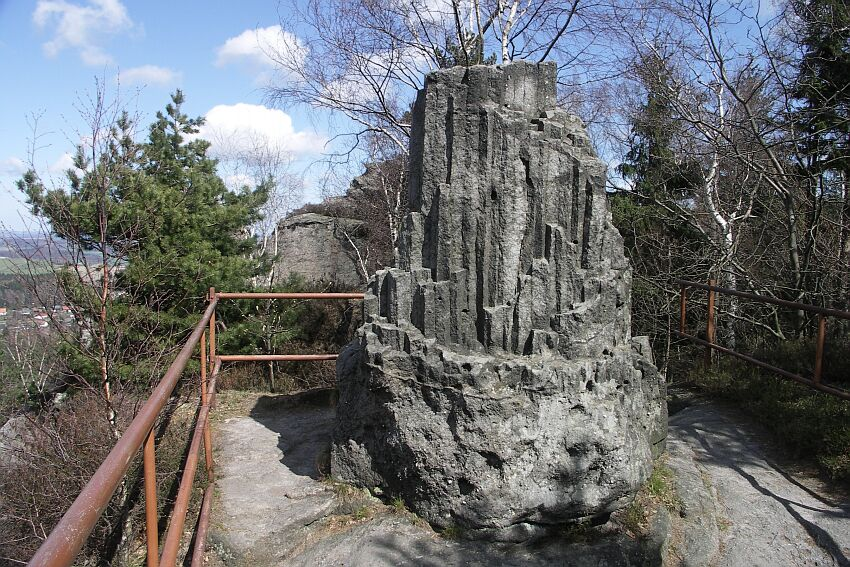
Kleine Orgel

Die Mühlsteinbrüche südlich von Jonsdorf im Zittauer Gebirge in Sachsen sind ein Gebiet bizarrer Felsgebilde, welche durch Abbau von Sandstein zur Gewinnung von Mühlsteinen sowie durch Verwitterungsprozesse entstanden sind. Sie gelten als beliebtes Wander- und Klettergebiet. Durch das ca. 35 Hektar große Gebiet führt ein Naturlehrpfad.

## Lage und Umgebung
Die Mühlsteinbrüche befinden sich südlich von Jonsdorf in einer Höhe von 480 bis 560 Metern. Südwestlich schließt sich die Jonsdorfer Felsenstadt an. Ungefähr 600 Meter südlich verläuft die Grenze zu Tschechien.

## Geologie

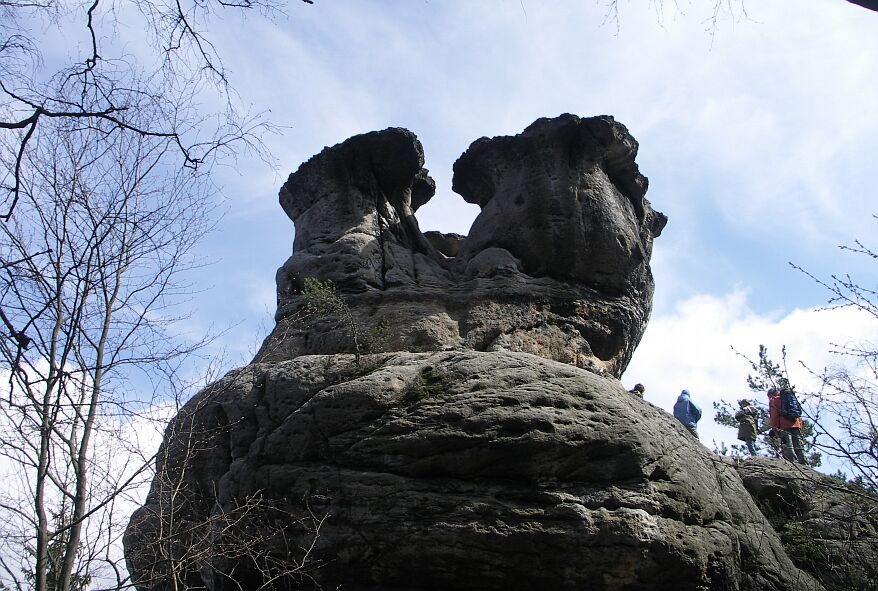
Drei Tische

Der im Gebiet der Mühlsteinbrüche lagernde Sandstein entstand im geologischen Zeitalter des Mittelturons und gehört seiner Entstehung nach zum Böhmischen Kreidebecken. Er ist durch einige Besonderheiten gekennzeichnet. So ist der sedimentär entstandene Sandstein durch den Kontakt mit Erscheinungen des tertiären Vulkanismus in Nordböhmen mehrfach von basaltischen und phonolithischen Intrusionen durchbrochen. Häufig ist dabei das Gestein thermischen Veränderungen (Kontakt mit Magma und hydrothermalen Lösungen) ausgesetzt gewesen, was zu einer Gesteinsfrittung (eine Aufschmelzung von Mineralkörnern an ihren Korngrenzen) führte. Dabei behielt der Sandstein die Porosität, verstärkte sich dessen Festigkeit im Korngefüge und dadurch seine Abriebfestigkeit.

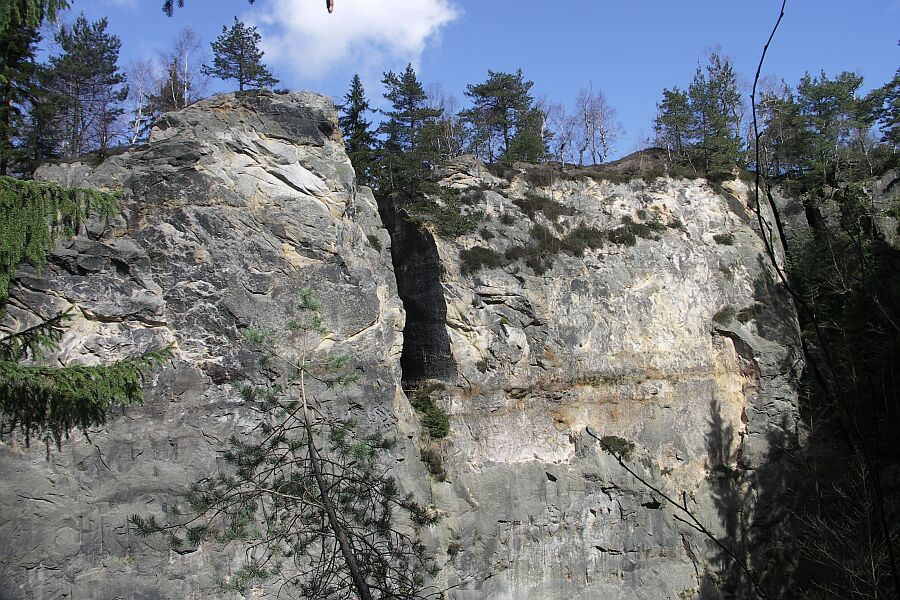
Schwarzes Loch

Das Gebiet der Mühlsteinbrüche weist als weitere geologische Besonderheit einen säulenförmig ausgeprägten Sandstein auf. Die bekannteste Formation ist die Große und Kleine Orgel, die man leicht mit säulenförmigem Basalt verwechseln kann. Die für Sandstein völlig untypischen Säulenformen haben einen Durchmesser von bis zu 15 Zentimeter und stehen senkrecht gebündelt auf einem massiven, ungesäulten Sandsteinblock. Sie sind durch thermische Prozesse bei Kontakt mit Magma entstanden. 1852 sandte Alexander von Humboldt einen Maler und zwei Geognosten hierher, um diese Erscheinung zu studieren.

## Geschichte

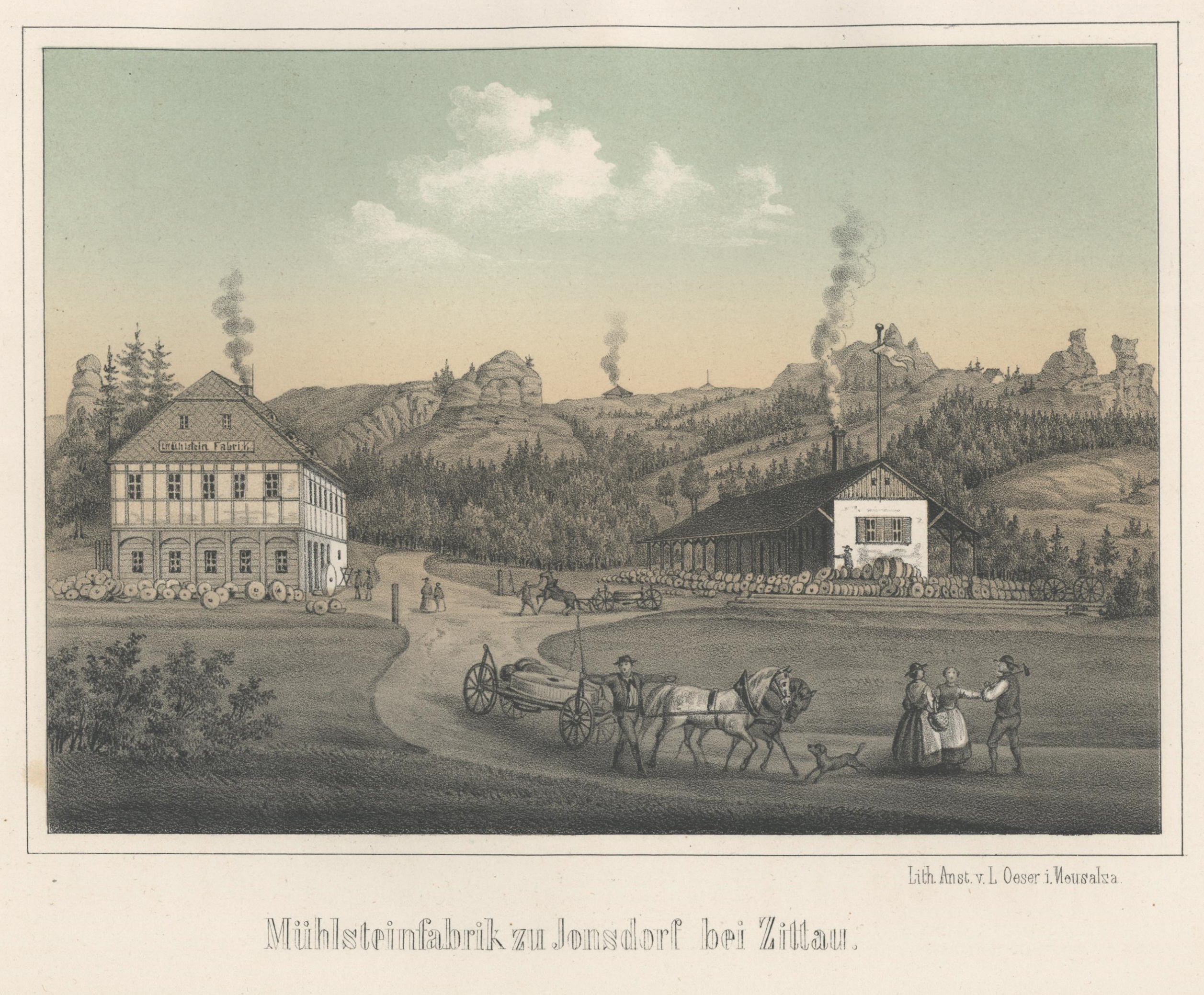
Mühlsteinfabrik zu Jonsdorf (um 1856)

Die Nutzbarkeit des Sandsteins im Zittauer Gebirge zur Herstellung von Mühlsteinen ist bereits aus dem 16. Jahrhundert belegt. Die Jonsdorfer Mühlsteinbrüche waren eine von mehr als 40 Abbaustellen in der näheren Region. 1560 begann der Steinbruchbetrieb in Jonsdorf. Über 350 Jahre baute man den Sandstein ab, der zu Mühlsteinen mit einem Durchmesser bis zu 2,70 Metern verarbeitet wurde. Zunächst wurden die Mühlsteine aus einem Stück gehauen, ab etwa 1850 setzte man Mühlsteine aus mehreren Stücken zusammen. Es konnten nicht mehr genügend große und homogene Sandsteinrohlinge abgebaut werden. Die Produktion wurde bis 1918 aufrechterhalten. Die Hauptabnehmer waren Kunden in Russland und England. In Moskau und Sankt Petersburg gab es eigene Niederlassungen für den Mühlsteinhandel.
In den 1950er Jahren wurde von Natur- und Heimatfreunden ein Naturlehrpfad angelegt. Ab 1990 begann man mit der Sanierung von Steinbrüchen zur Begehbarmachung. 2002 errichtete man im Schwarzen Loch eine Schauwerkstatt. Heute sind die Mühlsteinbrüche eine der Hauptattraktionen im Zittauer Gebirge.

## Sehenswürdigkeiten

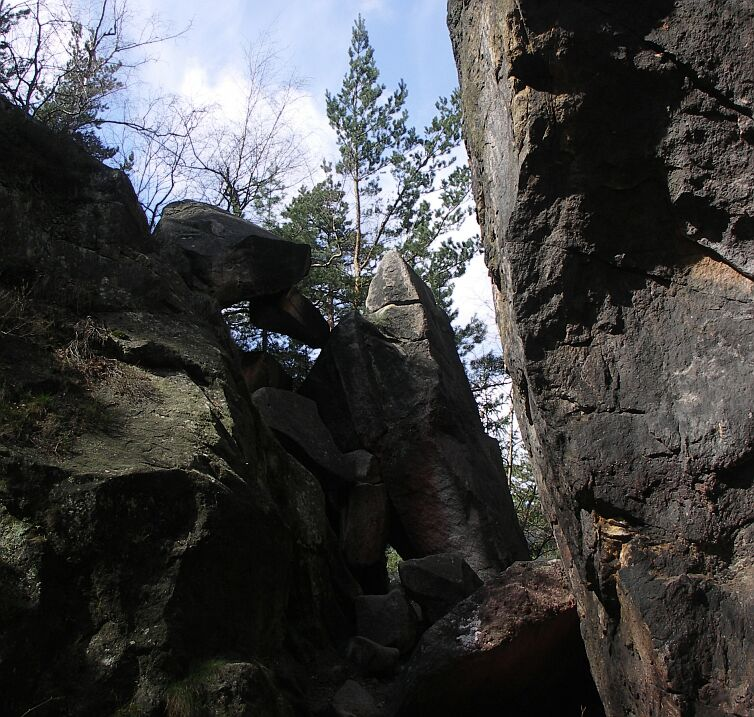
Mausefalle

- Drei Tische, nierenförmige, durch Eisenoxid-Ausfällungen gekennzeichnete Sandsteinformation
- Mausefalle, ein durch einen Felssturz im Jahre 1908 entstandenes Felsgebilde
- Alte Steinbruchschmiede
- Alter Steinbruch Bärloch
- Alter Steinbruch Weißer Felsen
- Schnapslager
- Alter Steinbruch Schwarzes Loch mit Schauwerkstatt und Tunnel
- Rutsche
- Humboldtfelsen, ein 7 Meter hoher Basaltstielrest im Schwarzen Bruch
- Alter Steinbruch Kellerbergbruch
- Felsgebilde Nashorn und Bernhardiner
- Große und Kleine Orgel
- Felsgebilde Löwe